# Jules Vallès
Pour les articles homonymes, voir Valles.
Jules Vallès, né Jules Vallez le 11 juin 1832 au Puy-en-Velay et mort le 14 février 1885 à Paris 5e, est un journaliste, écrivain et homme politique d'extrême gauche français.
Fondateur du journal Le Cri du peuple, il fait partie des élus lors de la Commune de Paris en 1871. Condamné à mort, il doit s'exiler à Londres de 1871 à 1880.

## Biographie

### Enfance et formation

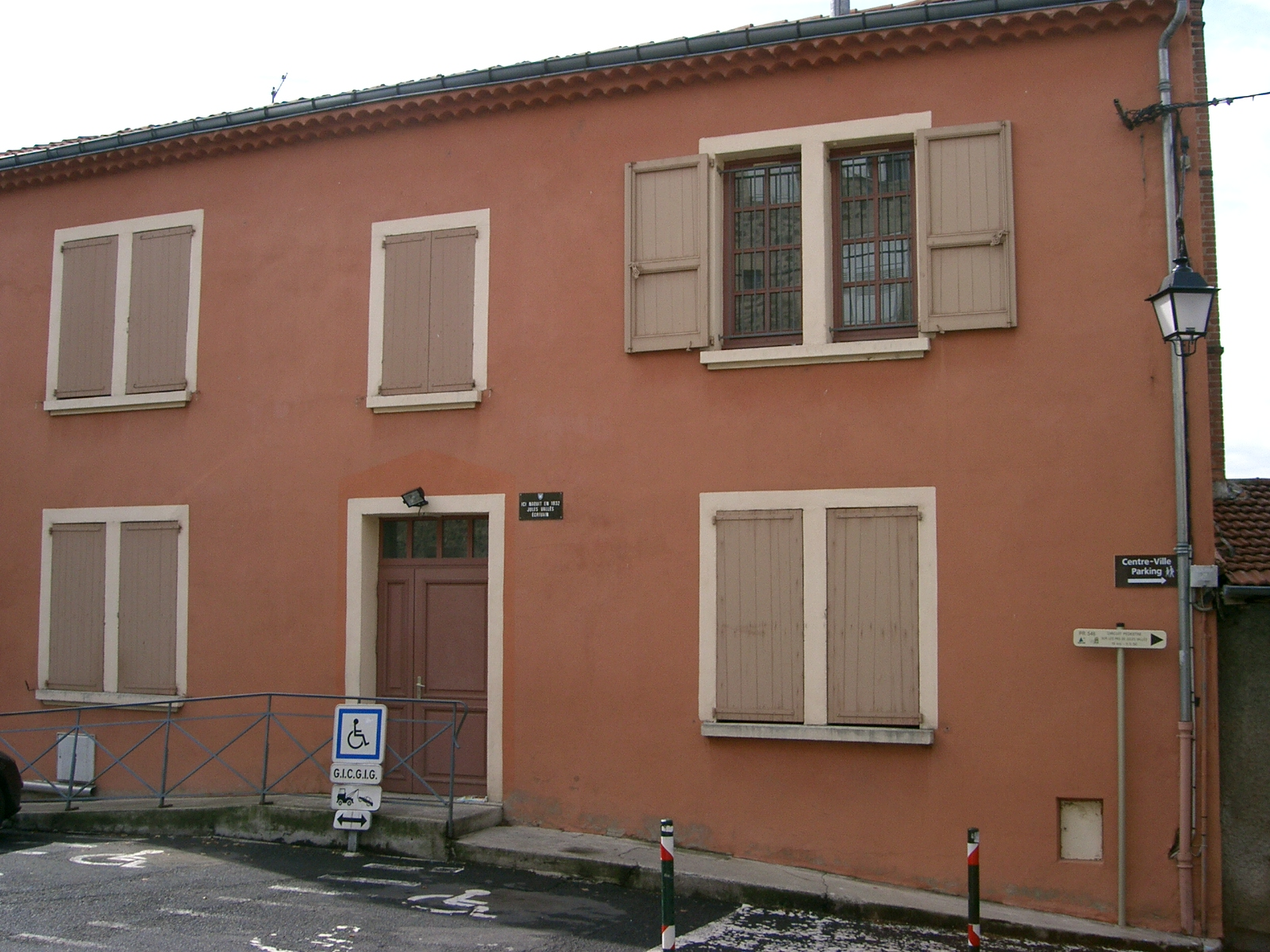
Maison natale de Jules Vallès, place de la Platrière, au Puy-en-Velay.

Né le 11 juin 1832,,, Jules Vallès est le troisième enfant de Jean-Louis Vallez et de Julie Pascal, au sein d'une fratrie de sept, dont seuls lui et sa sœur Marie Louise, de trois ans sa cadette, survivront ; il apparaît comme « Louis Jules Valles » à l'état-civil.
Son père, ayant obtenu son baccalauréat en 1826, travaille d'abord comme maître d'école à l'Institut des sourds-muets du Puy, puis, à partir de 1833, comme maître d'études au collège royal du Puy, mais il est congédié quelques années et ne reprend ce travail qu'en 1839. En 1840, il est nommé maître de 7e au collège royal de Saint-Étienne.
En 1839, Jules entre en 8e au collège du Puy, et en 1840, au collège de Saint-Étienne où il reste de la 7e à la 3e.
Son père prépare l'agrégation de grammaire et est admissible en 1845. Il est alors nommé professeur au Collège royal de Nantes. Il est reçu à l'agrégation en 1847. Jules Vallès entre donc au collège de Nantes, de nouveau en 3e, et se trouve en classe de rhétorique en 1847-1848. Il semble, d'après ses ouvrages L'Enfant et Le Bachelier, que ses relations avec ses parents, surtout avec son père, ont été conflictuelles. Jules a des opinions socialistes, à tendance anarchiste, voire proudhonienne. Son père ne partage pas ses idées et, de plus, voudrait garder son emploi de fonctionnaire qu'il pourrait perdre si son fils se montrait trop hostile aux bonapartistes et à Napoléon III.
Jules Vallès a écrit une trilogie romanesque largement autobiographique centrée autour d'un personnage que Vallès nomme Jacques Vingtras. Le premier tome s'appelle L'Enfant ; l'auteur évoque sa jeunesse entre un père professeur abject et une mère fille de paysans violente, période de sa vie qu'il présente comme martyrisée, pauvre (au moins pour la partie consacrée au Puy-en-Velay) et malheureuse. Les tomes suivants sont Le Bachelier et L'Insurgé. L'adéquation n'est pas totale entre la vie, racontée, de Jacques Vingtras et celle, réelle, de Jules Vallès. On peut y remarquer l'absence de faits importants — sa sœur, notamment, internée par leur père, n'y est pas évoquée.

### 1848: première expérience révolutionnaire
À partir de février 1848, Jules Vallès participe activement aux événements révolutionnaires (qui font du « collège royal » un « lycée national »). Le 26 février, il participe à une manifestation républicaine dans le centre-ville et le 27 assiste à la plantation d'un arbre de la liberté sur la place Royale (rebaptisée « place de l'Égalité ») aux côtés de son ami Charles-Louis Chassin.
Début mars, celui-ci fonde le Club républicain de la Jeunesse de Bretagne et Vendée, qui organise une manifestation pour l'abolition de l'esclavage. Le club est cependant surtout consacré à la réflexion et ne se réunit que le jeudi et le dimanche. Fin mars, les dirigeants du club rencontrent le Commissaire de la République, Maunoury ; celui-ci leur explique que la meilleure chose à faire pour un jeune républicain, c'est d'étudier avec assiduité. Vallès estime que c'est une réponse de pion.
En recrutant des élèves d'autres établissements de la ville, Jules Vallès réussit à devenir président du club, dans une perspective plus révolutionnaire que celle de Chassin. Il propose un programme radical : suppression du baccalauréat, des examens, « liberté absolue de l'enfance », etc. Le proviseur du lycée réagit à ce moment en informant les parents et en leur demandant d'intervenir auprès de leur enfant. Le journal nantais de droite L'Alliance fait état de cette affaire. Le club perd alors l'accès qu'il avait à un local prêté par les autorités et périclite.
Quelques-uns de ses membres, dont Jules Vallès, se manifestent cependant en juin, au moment de l'insurrection des ouvriers parisiens ; ils envisagent de partir à Paris pour aider les insurgés, mais la mairie n'organise que le départ de gardes nationaux pour les combattre. Le 27 juin, au moment du départ des volontaires (au Port Maillard), Vallès et ses amis viennent manifester leur opposition, ce qui est rapporté dans L'Alliance du lendemain. Tout cela n’empêche pas Jules Vallès d’obtenir le 1er prix d’excellence en 1848, alors qu’il n’avait obtenu que le 2e en 1847.
En septembre 1848, surpris dans une auberge des environs de Nantes en compagnie d'une femme mariée, il doit quitter Nantes pour Paris. Il habite au pensionnat Lemeignan (faubourg Saint-Honoré) ; il est élève au lycée Bonaparte, pour redoubler sa classe de rhétorique et préparer le concours général.

### Le Bachelier

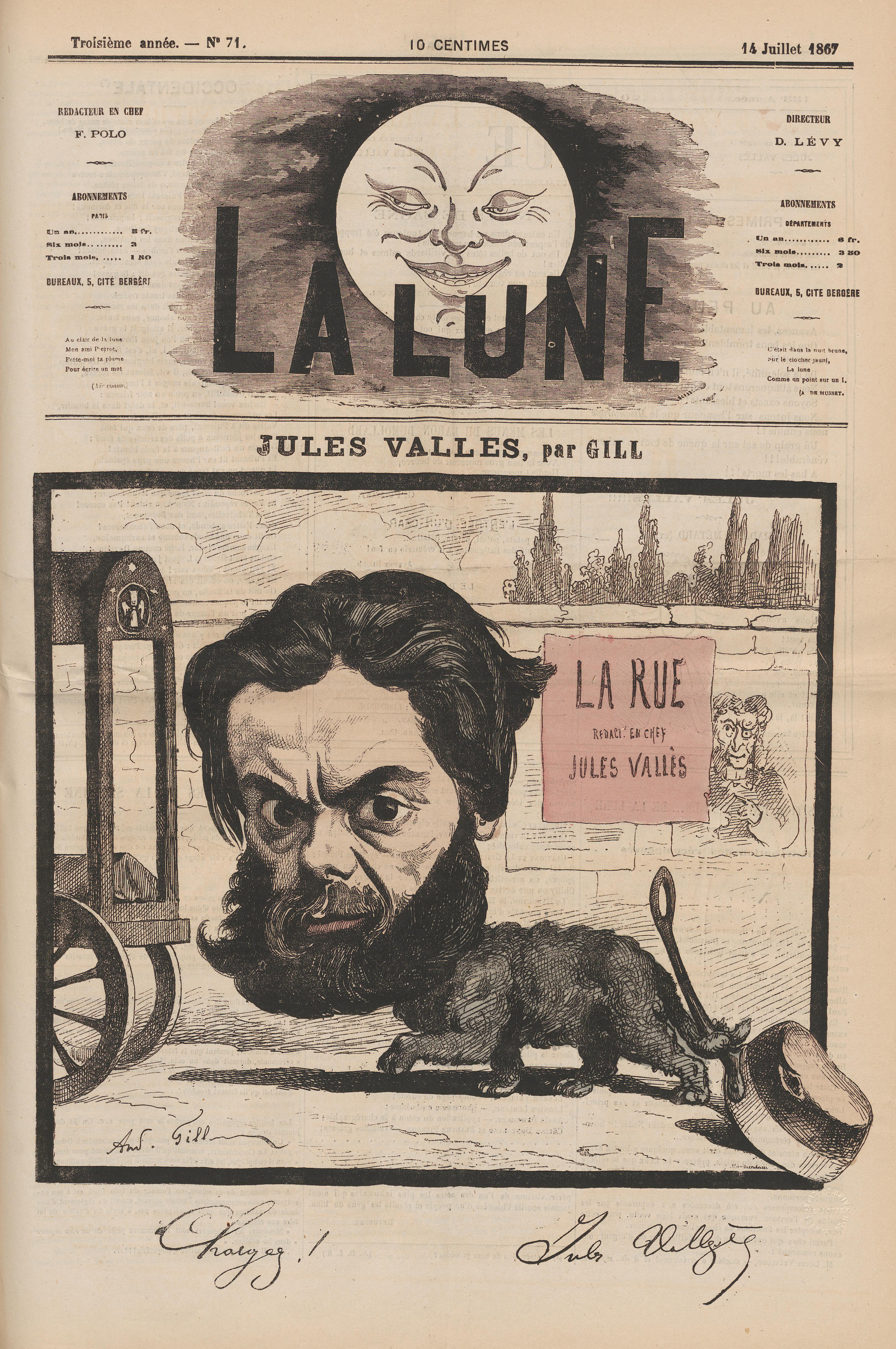
Caricature de Jules Vallès par André Gill, couverture de La Lune 11 juillet 1867.

En 1849, Jules Vallès est de retour au lycée de Nantes pour suivre un cours de philosophie. Il échoue au baccalauréat à Rennes en 1850. En octobre de la même année, il retourne à Paris pour préparer l'École normale. Jules Vallès et Charles-Louis Chassin fondent un Comité des Jeunes en 1851 pour lutter contre Louis-Napoléon Bonaparte, dont ils suspectent les intentions ; après le coup d'État du 2 décembre, ils essaient de mobiliser les étudiants parisiens.
Le 31 décembre, il est rappelé à Nantes par son père et interné pour « aliénation mentale » à l'asile de la ville. Fin février 1852, au bout de huit semaines, deux certificats médicaux du même médecin certifient sa guérison : les amis nantais de Jules Vallès avaient menacé de crier au scandale. « Semaines pendant lesquelles j'ai failli devenir fou ! », dira Vallès.
En mai 1852, il prépare à nouveau le baccalauréat dans sa famille à Nantes, et l’obtient à Poitiers. Le 7 janvier 1853, il s'inscrit à un cours de droit à Nantes. À la suite du complot de l'Opéra Comique visant à assassiner l'empereur Napoléon III, le 5 juillet 1853, il est emprisonné, avec Arthur Ranc, à la Mazas.
En 1855, il devient le secrétaire de Gustave Planche. L’année suivante, il se bat, en duel avec Poupart-Davyl, qui fut un de ses amis, et avec lequel il a cohabité. Poupart-Davyl (Legrand dans Le Bachelier) et lui étaient entrés en conflit, du fait notamment de leurs opinions radicalement différentes, Vallès se montrant anticlérical, alors que Poupart-Davyl était assez catholique.
Son père meurt le 18 avril 1857 à Rouen. Il publie son premier livre, non signé, L'Argent, une commande du financier Jules Mirès.
Il occupe à la mairie de Vaugirard les fonctions d'expéditionnaire au bureau des naissances de 1860 à 1862:11. Il rencontre par la suite Hector Malot. 
En 1861, il publie des articles courts et des chroniques dans différents journaux, notamment dans le Temps et dans le Figaro. Il est alors l'un des premiers journalistes à s’intéresser aux conditions de vie des classes populaires, réalisant par exemple un reportage avec des travailleurs d'une mine de charbon à Saint-Étienne.
Après avoir quitté Paris pour Caen, il est employé, à partir de 1862, comme « pion » et maitre répétiteur au collège de Caen, avant d’être destitué après quatre mois. Il y suit les cours de la faculté, mais échoue à la licence de Lettres.
Il rencontre, en 1863, Trébutien, le confident de Barbey d'Aurevilly. En 1864, il publie son grand article : « Les Réfractaires » dans le Figaro. Il travaille depuis comme journaliste pour la rubrique littéraire au Progrès lyonnais. Il envoie certains de ses articles à Paris.
Ayant repris son emploi d’expéditionnaire à la mairie de Vaugirard, en septembre 1863, il tient une conférence sur Honoré de Balzac en 1865 dans la salle du Grand Orient, rue Cadet. À la suite d'un rapport de police à la mairie de Vaugirard, dont le maire voulait lui interdire de prendre la parole en public, Vallès démissionne. Victor Duruy lui fait désormais interdire la salle, mais il continue d'être journaliste et travaille pour L'Époque en avril, puis collabore régulièrement depuis novembre avec le quotidien L'Événement. Il publie cette année son premier livre signé « Vallès » : Les Réfractaires.
Il se rend à Lyon et à Saint-Étienne en 1866 pour visiter sa mère. Il publie son deuxième livre signé « La Rue ». Il écrit des articles pour Le Courrier français et participe très brièvement au journal La Liberté d'Émile de Girardin.
L'année suivante, Vallès fonde son premier journal hebdomadaire, La Rue. Il entame, par la suite, un voyage au Périgord.

### L'Insurgé

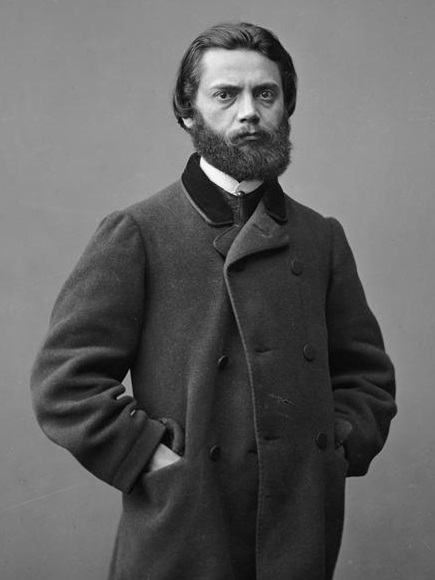
Jules Vallès (photographie atelier Nadar).

En 1868, la Rue cesse de paraître. Condamné à un mois de prison et 500 francs d’amende pour un article sur la police paru dans le quotidien le Globe du 11 février, Jules Vallès est emprisonné à Sainte-Pélagie. Il y fonde le Journal de Sainte-Pélagie. Il publie dans le Figaro, le Courrier du dimanche, l'Art et est de nouveau condamné à deux mois de prison, de décembre à janvier 1869 pour un article sur le coup d’État dans le Courrier de l'Intérieur. L'année suivante, Jules Vallès invente le journal Le Peuple (15 numéros), puis le journal Le Réfractaire (3 numéros).

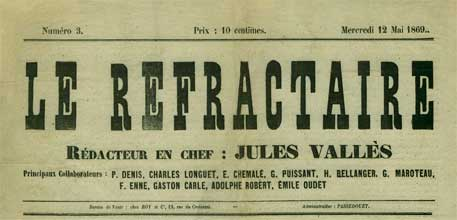
Le Réfractaire no 3, 12 mai 1869.

En mai de la même année, il est candidat aux élections législatives contre un « républicain », Jules Simon, et un « impérial », Lachaud. Son programme : « J'ai toujours été l'avocat des pauvres, je deviens le candidat du travail, je serai le député de la misère ! La misère ! Tant qu'il y aura un soldat, un bourreau, un prêtre, un gabelou, un rat-de-cave, un sergent de ville cru sur serment, un fonctionnaire irresponsable, un magistrat inamovible ; tant qu'il y aura tout cela à payer, peuple, tu seras misérable ! ». Jules Vallès, accusé de diviser le camp républicain par sa candidature, est battu.
En octobre 1869, il voyage sur le champ de bataille de Waterloo pour le dictionnaire Larousse, mais son article ne sera pas publié. Il écrit des articles dans la Parodie d'André Gill, dans l'hebdomadaire le Corsaire ainsi que deux romans en feuilletons dans le Paris et Le National.
En 1870, Jules Vallès relance son journal La Rue et écrit à La Marseillaise. À la suite de la déclaration de la guerre contre la Prusse, Jules Vallès, « pacifiste », est arrêté. En septembre, la guerre est perdue, avec la prise de Sedan, c'est la chute de l'Empire et la République est proclamée le 4 septembre. Vallès est opposé au « Gouvernement de la Défense nationale ». Il aide à la préparation de la journée révolutionnaire du 31 octobre.

#### 1871: la Commune de Paris

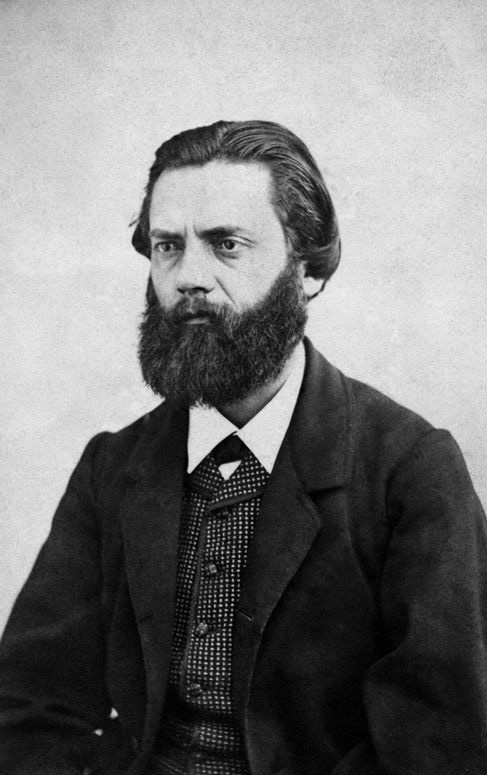
Jules Vallès vers 1871 par Ernest Appert.

Le 6 janvier, Vallès est l'un des quatre rédacteurs de L'Affiche Rouge, proclamation au peuple de Paris pour dénoncer « la trahison du gouvernement du 4 septembre » et pour réclamer « la réquisition générale, le rationnement gratuit, l'attaque en masse ». Elle se termine par : « Place au peuple ! Place à la Commune ! ».
En février, Jules Vallès et son collaborateur Pierre Denis fondent le Cri du Peuple. « La Sociale arrive, entendez-vous ! Elle arrive à pas de géant, apportant non la mort, mais le salut ». Il y tient des propos antisémites[citation nécessaire] dans le même mouvement que Proudhon, Michelet, plus tard exploités par Drumont,,.
Le 26 mars, il est élu à la Commune par 4 403 voix sur 6 467 votants du 15e arrondissement. Durant la Commune, il intervient contre les arbitraires, pour la liberté de la presse. Le Cri du Peuple (83 numéros du 22 février au 23 mai 1871) est, avec Le Père Duchêne, le journal le mieux vendu de cette période. Il a d'abord siégé à la commission de l'enseignement, puis à celle des relations extérieures. Il appartient à la minorité au conseil de la Commune opposée à la dictature d'un comité de Salut public. Durant la Semaine sanglante, deux faux Vallès sont exécutés par méprise.

#### Exil
Menacé de mort, Vallès fuit Paris vers Lausanne, où il écrit avec Henri Bellenger (d), un grand drame en 12 tableaux : La Commune de Paris, puis vers la Belgique et l'Angleterre.
En 1872, alors que sa mère meurt, il est condamné à la peine de mort par contumace le 14 juillet 1872 par le 6e conseil de guerre.
En 1875, Jeanne-Marie, sa fille, meurt à Londres, âgée de 10 mois seulement. Vallès écrit le premier volet du roman Vingtras, il ne paraît, en feuilleton dans le Siècle, qu'en 1878, signé du pseudonyme La Chaussade. De 1875 à 1880 il envoie de nombreux articles (comme « La Rue à Londres ») depuis Londres, qui sont publiés à Paris sous pseudonyme. En 1878, il écrit Vingtras II (le futur Bachelier), qui paraît en feuilleton en 1879, sous le pseudonyme de Jean La Rue. L'année suivante, en 1879, il fait la rencontre, à Bruxelles, de Séverine. Il fait reparaître son journal La Rue, dirigé depuis Londres (5 numéros) ; c'est aussi la première édition de L'Enfant.

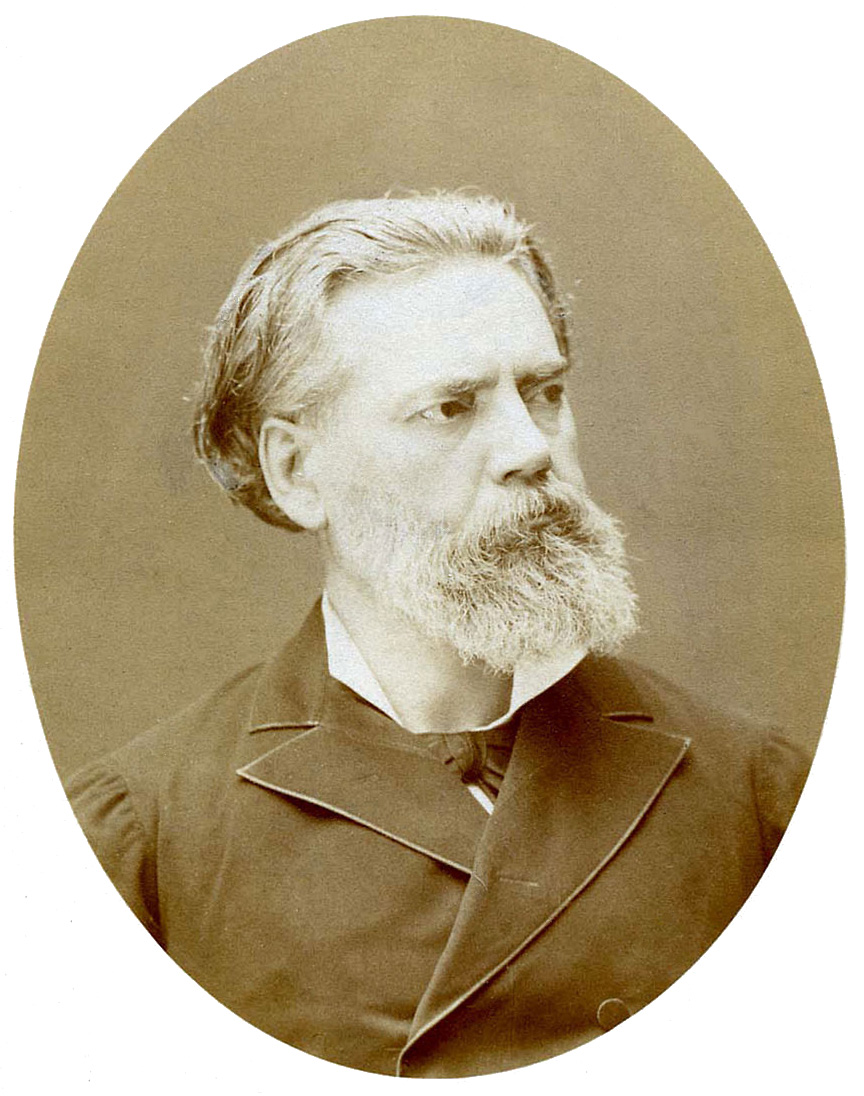
Jules Vallès photographié par Étienne Carjat.
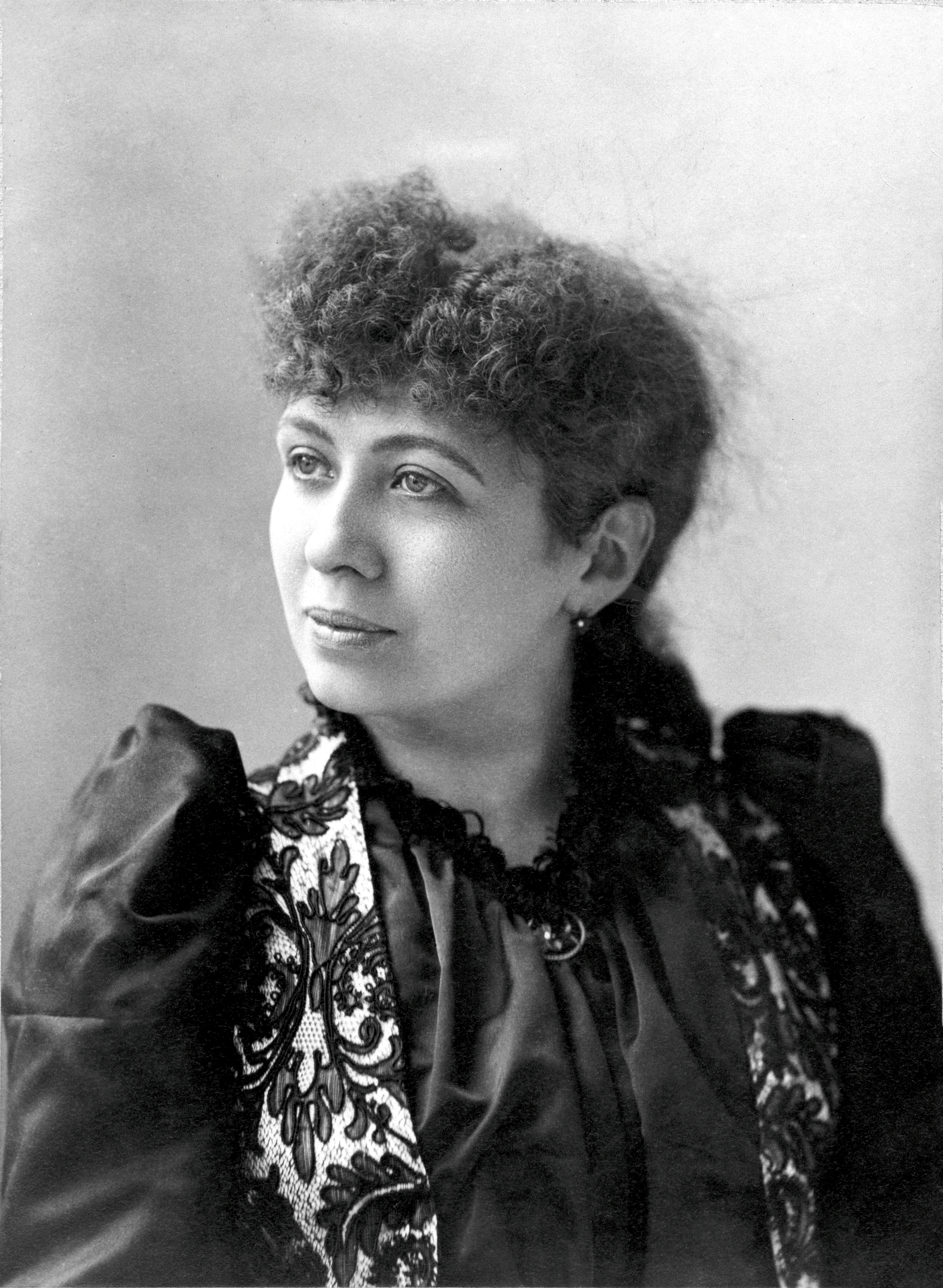
La journaliste féministe Séverine, qui a utilisé le nom de plume de « Vingtras ».
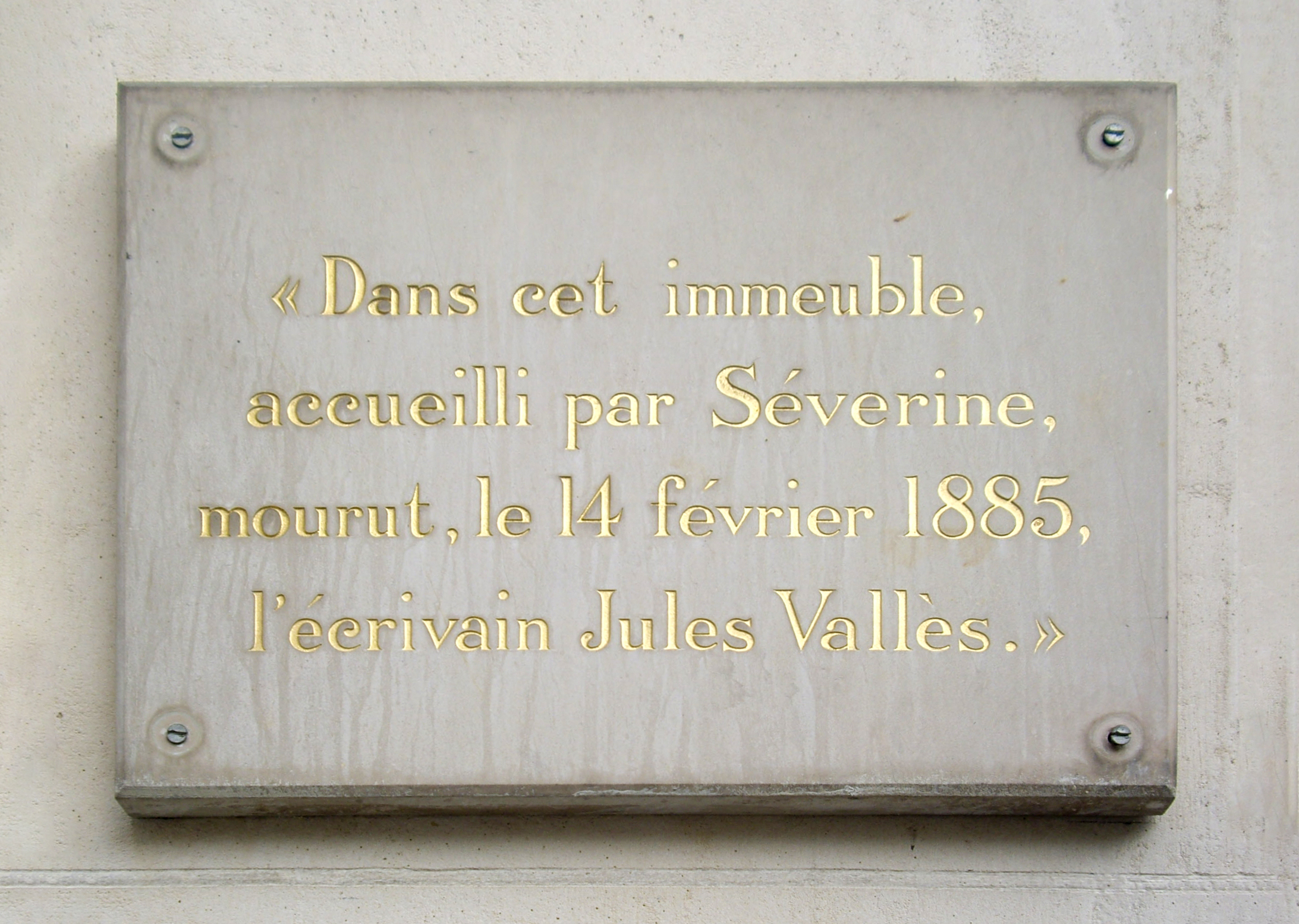
no 77 du boulevard Saint-Michel (Paris) où est mort Jules Vallès.
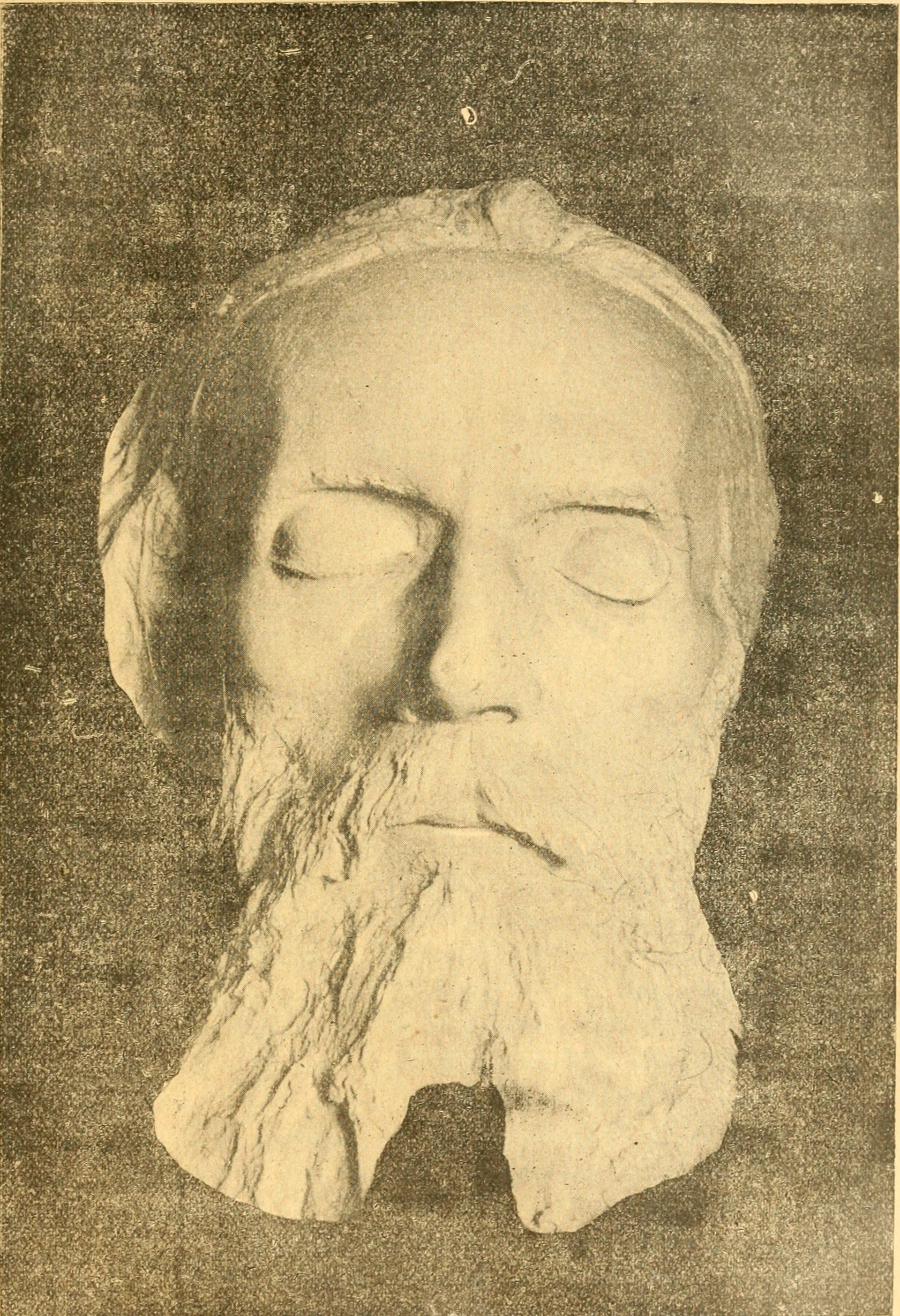
Masque mortuaire de Jules Vallès, exécuté par Tallerich (cliché Thiercelin).

Le 13 juillet 1880, avec l'amnistie des Communards, il rentre à Paris. Séverine devient sa disciple et sa collaboratrice au Cri du peuple, dont elle reprend la direction à sa mort. Il publie son roman Les Blouses.
En 1881, l'éditeur Georges Charpentier publie L'Enfant et Le Bachelier, signés de Jules Vallès.
En 1882 et 1883, il écrit ses grands articles du Tableau de Paris.
De 1883 à 1885 : Jules Vallès relance et dirige Le Cri du Peuple.
En 1885, Jules Vallès, épuisé par le diabète dont il était atteint, meurt le 14 février, au 77 boulevard Saint-Michel à Paris, en murmurant : « J'ai beaucoup souffert. »
Il est enterré au cimetière du Père-Lachaise (66e division), accompagné par des dizaines de milliers de Parisiens et des survivants de la Commune. Sur sa tombe est inscrite cette épitaphe : « Ce qu’ils appellent mon talent n’est fait que de ma conviction. » D’autres personnes sont enterrées dans sa tombe : René Guebhard, Frédéric de Creus et Laure Bovet.
D'après le journaliste Louis Mesplé, « Les journaux, selon leurs tendances, vont se livrer aux lendemains des obsèques à une guerre des chiffres. Cette guerre des chiffres est, dans les lignes, une guerre de classes. Les journalistes de droite, effrayés, y ajoutent le style haineux de la guerre civile. »
En 2015, selon Jean Birnbaum, directeur du Monde des livres, « Jules Vallès doit être considéré comme l’un des grands écrivains de l’anarchie ». On lui attribue un Dictionnaire d'argot et des principales locutions populaires, avant-propos de Maxime Jourdan, Berg International, 2007, attribution, plausible selon Jean-Claude Caron qui n'apporte aucune preuve, qui a souvent été contestée par des spécialistes de Vallès et de l'argot.

### Hommages
Le 7 juin 1982, dans le cadre du 150e anniversaire de sa naissance, l'administration des PTT a émis un timbre-poste à son effigie, dessiné par Huguette Sainson.
Un centre culturel du XVe arrondissement, situé sur l'avenue Félix Faure, le Patronage laïque Jules-Vallès, lui rend hommage.

## Œuvres
- L'Argent, Paris, Ledoyen, 1857

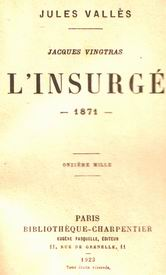
L'insurgé

- Les Réfractaires, Paris, A. Faure, 1865
- La Rue, Paris, A. Faure, 1866

- Le Testament d'un blagueur, 1869
- Les Enfants du Peuple, préf. par Julien Lemer, Paris, La Lanterne, 1879, xxxix-244 p., 19,5 cm
- Les Blouses, 1881
- Souvenirs d'un étudiant pauvre, 1884
- La Rue à Londres, Paris, G. Charpentier, 1884
- Un gentilhomme, feuilleton-roman de 1869, préface de Roger Bellet ; réédition, Toulouse, Éditions Ombres, coll. « Petite bibliothèque Ombres », 1996
- Trilogie autobiographique de Jacques Vingtras :
  - L'Enfant, 1879
  - Le Bachelier, 1881
  - L'Insurgé, 1886
- Le Tableau de Paris, annotation et bibliographie de Maxime Jourdan, Berg International, 2007

## Bibliographie

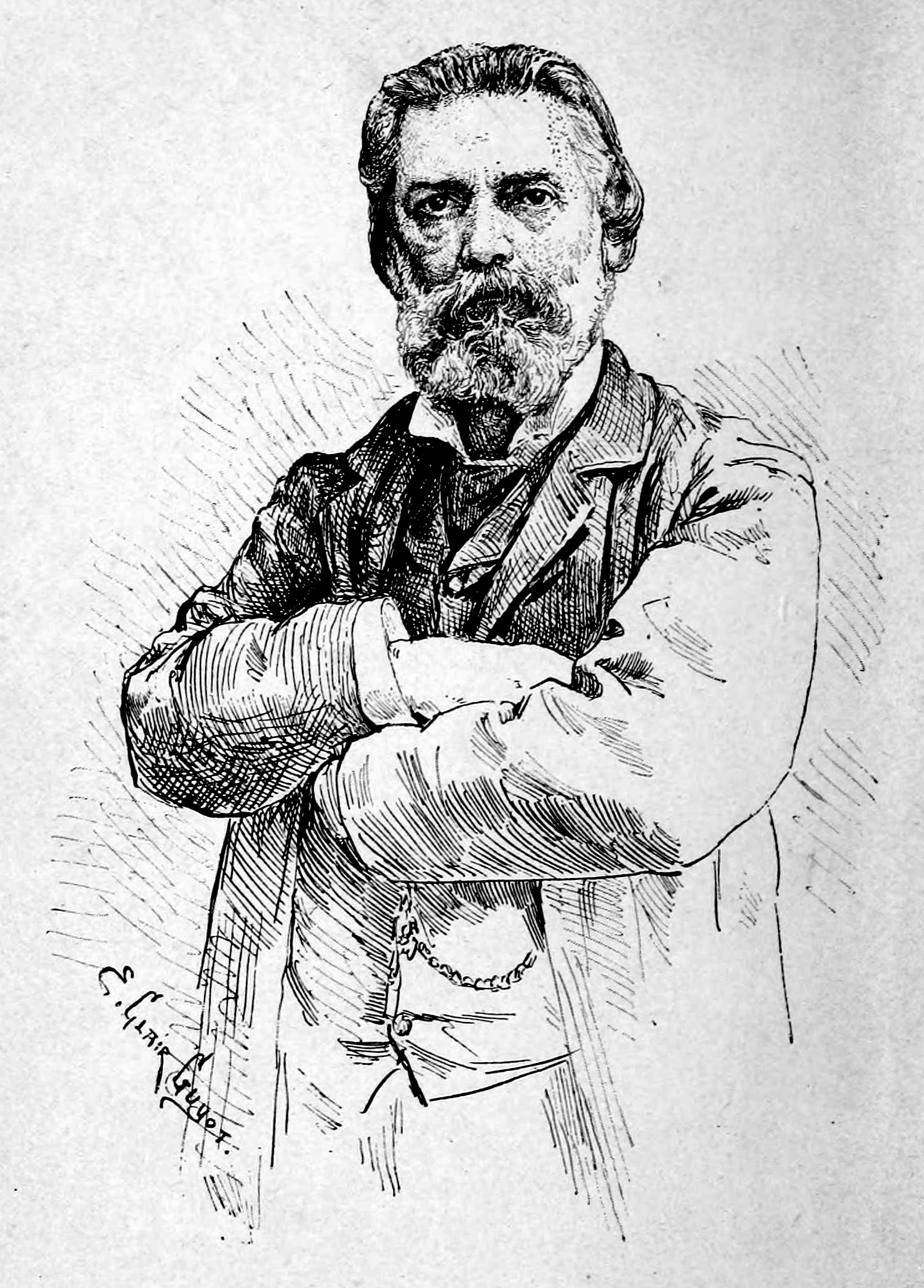
Jules Vallès, dessin d'Ernest Clair-Guyot, dans L'Insurgé.